# Kiso-Observatorium
Das Kiso-Observatorium (jap. 木曽観測所, Kiso kansokujo) ist eine japanische Sternwarte in Kiso am Berg Ontake. Die Sternwarte wurde 1974 gegründet und wird geleitet durch das Institut für Astronomie, Fakultät für Naturwissenschaften der Universität Tokio.
Das größte Instrument des Observatoriums ist ein Schmidt-Teleskop mit 105 cm Apertur. Dieses in den 1970ern konstruierte Teleskop ist für Photoplatten mit einer Abmessung von 36 × 36 cm² ausgelegt und zeichnet auf diesen ein Sichtfeld von 6° × 6° auf. Es wurde 1987 auf einen CCD-Bildaufnehmer umgerüstet. Anfang der 1990er ist die Ausstattung mit einem CCD-Array untersucht worden. Später wurde ein großformatiger, passend zur Krümmung des Bildfelds geformter CCD-Chip genutzt; in dieser Konfiguration weist das Teleskop eine hohe UV-Empfindlichkeit auf. In Zusammenarbeit mit Canon ist das Teleskop 2011 mit einem Wafer-scale-CMOS-Sensor aufgerüstet worden, das eine Kantenlänge von 205 mm aufweist. Mit diesem Sensor erfasst das Teleskop ein Bildfeld von 3,6° × 3,6° und eignet sich insbesondere zum Studium lichtschwacher Meteore.
Das Schmidt-Teleskop kann auch als Cassegrain-Teleskop betrieben werden.
Das zweite Teleskop, über das das Observatorium verfügt, ist ein Dall-Kirkham-Typ mit einer Öffnungsdurchmesser von 30 cm. Es trägt die Bezeichnung K.3T.
Der am 22. Oktober 1976 am Kiso-Observatorium entdeckte Asteroid des mittleren Hauptgürtels (2271) Kiso wurde nach dem Observatorium benannt.